# Сібата Ханае
Сібата Ханае (яп. 柴田 華絵; нар. 27 липня 1992) — японська футболістка. Грала за збірну Японії.

## Клубна кар'єра
У 2011 році дебютувала в «Урава Редз».

## Кар'єра в збірній
Дебютувала у збірній Японії 4 серпня 2015 року в поєдинку проти Південної Кореї.

## Статистика виступів
| Збірна Японії | Збірна Японії | Збірна Японії |
| Рік           | Матчі         | Голи          |
| ------------- | ------------- | ------------- |
| 2015          | 1             | 0             |
| Загалом       | 1             | 0             |